# Ashan
Die Ashan-Stätte (chinesisch 阿善遗址, Pinyin āshàn yízhǐ) ist eine Fundstätte einer 6000 bis 4200 Jahre alten neolithischen Kultur in Baotou, Innere Mongolei, in Nordchina.
Sie wurde 1979 entdeckt.
Die Ashan-Stätte steht seit 2006 auf der Liste der Denkmäler der Volksrepublik China (6-27).